# أوري كين
أوري كين (بالإنجليزية: Uri Caine) هو عازف جاز وملحن وعازف بيانو أمريكي، ولد في 8 يونيو 1956 في فيلادلفيا في الولايات المتحدة.

## وصلات خارجية
- الموقع الرسمي
- أوري كين على موقع ميوزك برينز (الإنجليزية)
- أوري كين على موقع أول ميوزيك (الإنجليزية)
- أوري كين على موقع ديسكوغز (الإنجليزية)